# هيو فيندلاي
هيو فيندلاي (بالإنجليزية: Hugh Findlay)‏ هو مبشر أمريكي، ولد في 9 يونيو 1822 في Newmilns ‏ في المملكة المتحدة، وتوفي في 1 مارس 1900 في Fish Haven, Idaho ‏ في الولايات المتحدة.